# Star Karaorman
Star Karaorman (mac. Стар Караорман) – wieś w gminie miejskiej Sztip w środkowej Macedonii Północnej.

## Demografia
Według spisu ludności z 2021 we wsi Star Karaorman mieszkało 924 mieszkańców.

### Rasy i pochodzenie
Według wyżej wspomnianych danych we wsi Star Karaorman mieszkało 840 Macedończyków, 3 Serbów, 67 Armuniów i jeden mieszkaniec innego pochodzenia.